# Свентіховський Михайло Іванович
Миха́йло Іва́нович Свентіхо́вський (1910—2001) — радянський військовик, учасник Другої світової війни, почесний громадянин Бердичева.

## Життєпис
Народився в селі Равуча — сучасний Толочицький район Вітебської області Білорусі.
Учасник радянсько-німецької війни. У грудні 1943–січні 1944-го в складі 117-ї гвардійської Бердичівської дивізії 1-го Українського фронту брав участь у боях за Бердичів.
З 1945 року проживав у Бердичеві, проходив військову службу в частинах, котрі дислокувались у місті. 1947 року звільнився з лав РА, працював на підприємствах Бердичева.
Помер Михайло Свентіховський 15 лютого 2001-го, похований у Бердичеві на загальноміському кладовищі.

### Нагороди та вшанування
- орден Вітчизняної війни 2-го ступеня
- військові медалі
- почесний громадянин Бердичева (рішення міської ради від 2000 року № 270)